# Cherno Nije
Cherno Nije (ur. 1958) – amerykański urzędnik bankowy i państwowy oraz deweloper gambijskiego pochodzenia, pomysłodawca nieudanego zamachu stanu z 2014 roku.

## Życiorys
Urodził się i wychował w Gambii, w młodości pracował w banku. Po emigracji do USA pracował fizycznie i studiował. W 1987 roku uzyskał dyplom w zakresie zarządzania na Uniwersytecie Teksańskim i podjął pracę w stanowym departamencie mieszkalnictwa. Na początku XXI wieku otworzył własną firmę deweloperską, dzięki której znacznie się wzbogacił. Majątek wykorzystywał na działalność społeczną, udzielał się aktywnie w miejscowej wspólnocie gambijskiej.
Z czasem postanowił obalić rządzącego Gambią dyktatora Yahyę Jammeha. Osobą odpowiedzialną za stronę wojskową uczynił Papę Faala, gambijskiego imigranta i weterana amerykańskiej armii (m.in. weterana kampanii w Afganistanie), autora pracy o puczu wojskowym w Gambii w 1981 roku. Podobnie jak puczyści z 1981 roku, Nije postanowił opanować kompleks pałacu prezydenckiego w czasie wyjazdu Jammeha za granicę i uniemożliwić dyktatorowi powrót do kraju. Nije liczył także na poparcie społeczne dla swojego puczu, ponieważ Gambijczycy byli zmęczeni nieudolnymi i opresyjnymi rządami. Po udanym obaleniu Jammeha Nije planował ustanowienie w kraju demokracji, liczył też na zostanie prezydentem. Puczyści zaopatrzyli się w broń ręczną, gogle noktowizyjne, kamizelki kuloodporne i resztę sprzętu w legalnych amerykańskich sklepach z bronią. Zakup sprzętu i nawiązanie kontaktów w kraju Nije zlecił Faalowi. Faal zwerbował łącznie około 160 bojowników, głównie żołnierzy gambijskiej armii, którym obiecał po 4 tysiące dolarów. Broń i amunicję przeszmuglowano do Gambii drogą morską w beczkach z odzieżą, a służby celne przekupiono.
Nije i Faal dotarli do Gambii na początku grudnia 2014 roku, gdzie rozpoznawali teren i dopracowali szczegóły planu. Zamach zaplanowano na koniec miesiąca, gdy prezydent Jammeh miał przebywać za granicą i zgodnie z tym planem przeprowadzono go 30 grudnia. Ostatecznie pucz nie powiódł się, większość bojowników nie stawiło się na zbiórce, a większość z przybyłych nie przejawiała dużej woli walki z powodu obaw o konsekwencje porażki. Drużyna szturmująca pałac prezydencki trafiła na silny ogień obrońców, którzy przeszli do kontrataku i otoczyli napastników. Większość szturmujących zginęła w walce. Drużyna zabezpieczająca tyły budynku zbiegła ze stanowisk. Wobec porażki Nije i Faal zbiegli do Senegalu. Nije samodzielnie odleciał do USA, a Faal poprosił o pomoc w ambasadzie amerykańskiej.
W USA Nije został aresztowany na podstawie przepisów, które zabraniają obywatelom USA podejmowania prywatnych akcji zbrojnych przeciw krajom zaprzyjaźnionym. W jego sprawie zaprotestowały organizacje praw człowieka oraz członkowie gambijskiej diaspory.